# Europees Telecommunicatie en Standaardisatie Instituut

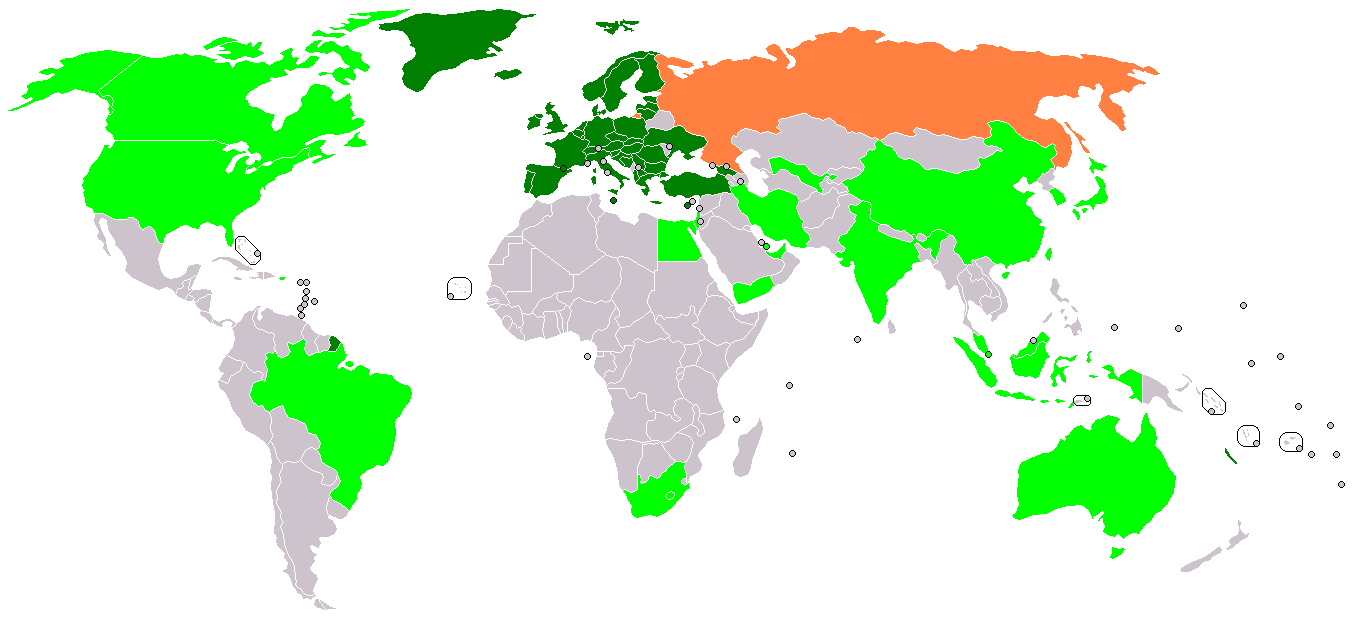
Leden, geassocieerde leden, en observatoren

Het Europees Telecommunicatie en Standaardisatie Instituut (ETSI) is een standaardiseringsorganisatie voor de telecommunicatieindustrie in Europa, met een wereldwijde invloed. Het hoofdkantoor is gevestigd in Sophia Antipolis, aan de Franse Rivièra. Deelnemers aan het standaardiseringswerk in ETSI zijn producenten van telecommunicatieapparatuur, leveranciers van netwerkdiensten, overheden, telecomtoezichthouders en eindgebruikers. ETSI werd in 1988 opgericht door het CEPT.
Bekende telecommunicatietechnologieën voor consumenten waarvoor ETSI standaarden heeft ontwikkeld zijn gsm en DECT (voor de draadloze telefoon thuis). TETRA is een bekende standaard voor professionele mobiele telecommunicatie; deze technologie wordt onder andere gebruikt door politie en brandweer.
Andere belangrijke activiteiten van ETSI zijn participatie in 3GPP (voor UMTS-netwerken) en de ontwikkeling van standaarden voor next-generation networks in TISPAN.
Andere Europese standaardiseringsorganisaties zijn CEN en CENELEC.